# PAICS
PAICS（英: parallelized ab initio calculation system）は、フラグメント分子軌道法（FMO法）をベースとした量子化学計算プログラムである。長崎大学大学院医歯薬学総合研究科の石川岳志により開発・管理されている。